# Liberale Synagoge (Gießen)

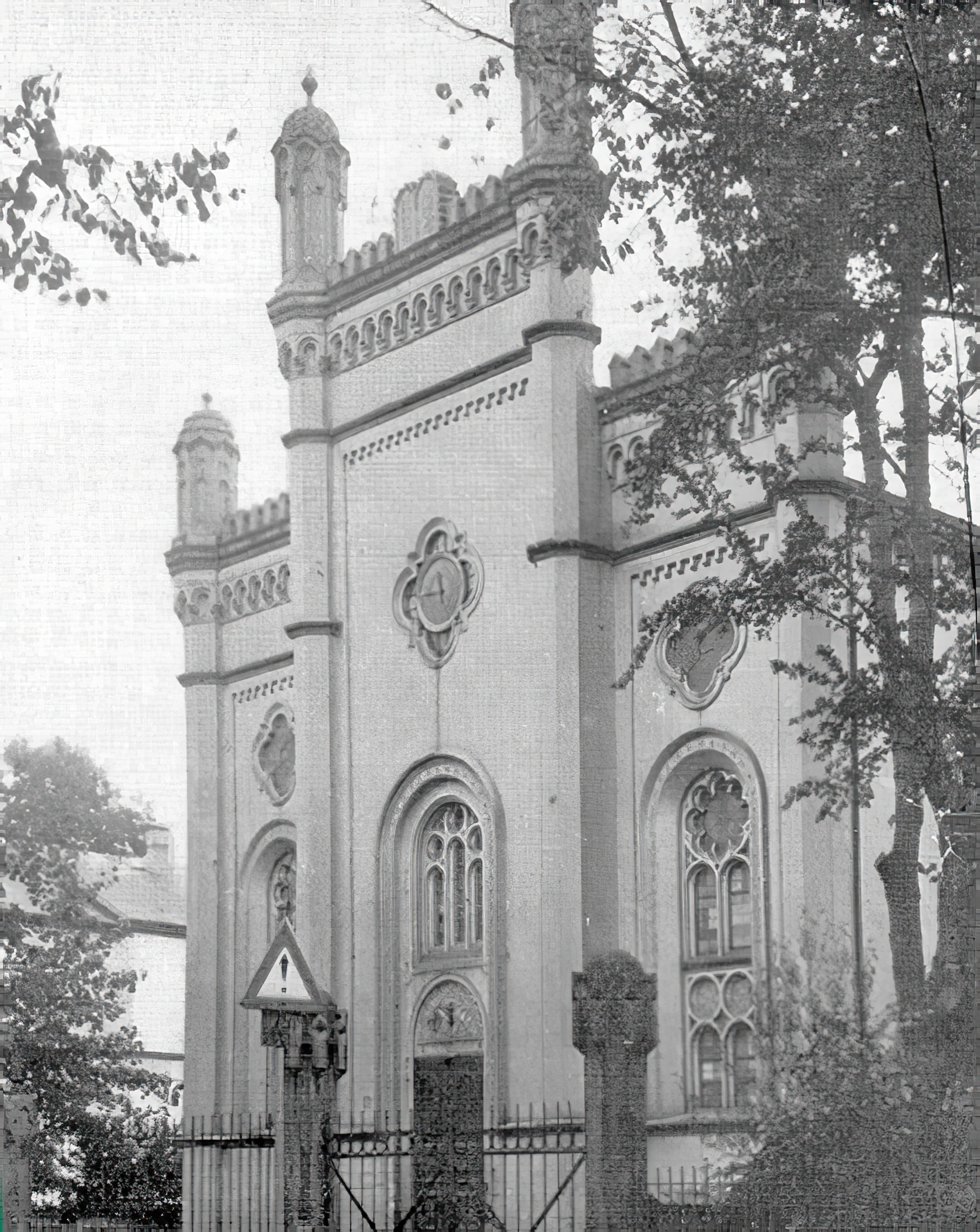
Liberale Synagoge Gießen

Die Liberale Synagoge in Gießen (auch: Neue Synagoge) war die Synagoge der liberalen Jüdischen Gemeinde Gießen von 1867 bis 1938 und die größte der Stadt. Sie wurde im Novemberpogrom 1938 von den Nationalsozialisten zerstört.

## Geografische Lage
Die Synagoge stand am zentral gelegenen Berliner Platz in Gießen und lag genau gegenüber vom 1907 errichteten Stadttheater Gießen. Die Adresse lautete Südanlage 2, zwischen den beiden Weltkriegen hieß die Straße „Hindenburgwall“. Die Synagoge war nordwestlich / südöstlich ausgerichtet.

## Vorgeschichte
Vorgänger der Neuen Synagoge war die historische Synagoge („Alte Synagoge“), die Mitte des 19. Jahrhunderts wegen der stark steigenden Zahl der Gemeindeglieder zu klein geworden war. Die Gemeinde entschied sich daraufhin für einen Neubau an anderer Stelle. Die alte Synagoge wurde verkauft und zu einem Wohnhaus umgebaut, das erhalten ist.
In Gießen gab es noch eine zweite Synagoge, die der orthodoxen Gemeinde diente.

## Geschichte
1865 bis 1867 wurde die neue Synagoge an der Südanlage errichtet. Eingeweiht wurde sie durch Benedikt Levi, den Großherzoglich-Hessischen Bezirksrabbiner der Provinz Oberhessen, am 31. Mai 1867. In der Synagoge befand sich eine Orgel. 1892 wurde die Synagoge zum 25-jährigen Jubiläum erheblich erweitert. Sie hatte nun 272 Männer- und 196 Frauenplätze, 1912 erfolgte eine gründliche Innenrenovierung in „byzantinischem Stil“. 1925 wurde eine neue Heizung eingebaut.
Die Synagoge wurde beim Novemberpogrom am 10. November 1938 durch die SA demoliert, geplündert und in Brand gesteckt. Die anwesende Feuerwehr beschränkte sich auf den Schutz der Nachbarbebauung. Am 16. November 1938 ließ die Stadtverwaltung die Synagogenruine sprengen und den Schutt abfahren, was innerhalb von einer Woche erledigt war.
Nach dem Zweiten Weltkrieg wurden hier provisorische Baracken errichtet und 1964 bis 1965 die Gießener Kongresshalle am ehemaligen Standort der Synagoge ge- und dieser teilweise überbaut. Die Kongresshalle, geplant vom schwedischen Architekt Sven Markelius (1889–1972), ist mittlerweile selbst ein Kulturdenkmal.

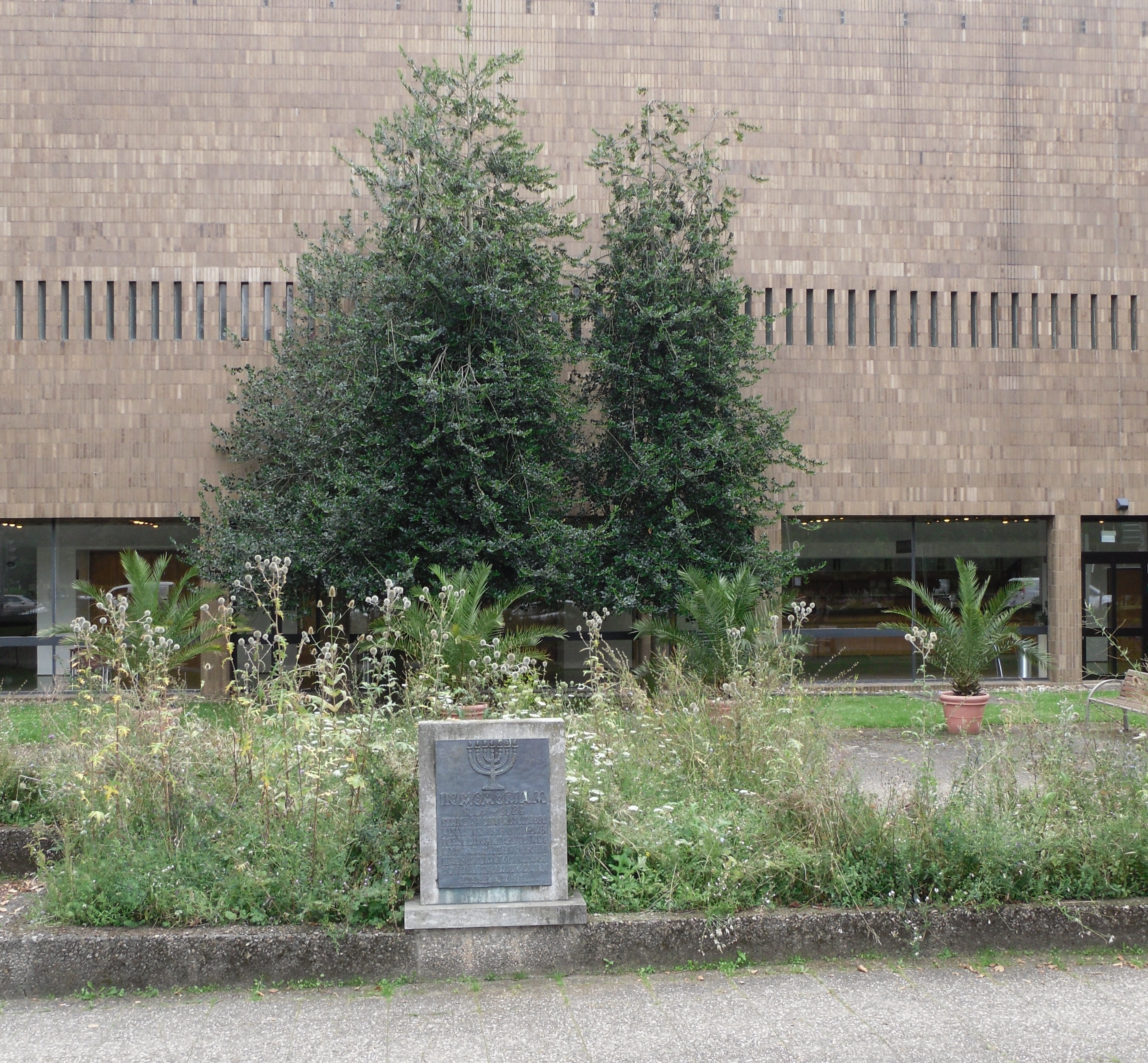
Gedenktafel – im Hintergrund die Kongresshalle

Für die zerstörte Synagoge gibt es eine Gedenktafel mit der Inschrift: In memoriam. 1867–1938 stand an dieser Stelle die ältere der beiden Synagogen der Jüdischen Gemeinde unserer Stadt. Beide Gotteshäuser wurden am 10. November 1938 von Nationalsozialisten niedergebrannt.
In Vorbereitung einer geplanten Erweiterung des Foyers der Kongresshalle stießen die Arbeiter im November 2022 auf die Fundamente der zerstörten Synagoge, was zu einer archäologischen Grabung führte. Die Fundamente waren noch etwa 1,50 m hoch erhalten, die Kellerräume vollständig mit dem Brandschutt vom November 1938 gefüllt. Verbrannte Fragmente eines Gebetsbuchs, von Tefillin und Holztäfelchen mit hebräischer Aufschrift befanden sich darin. Die Grabung wurde auf den Abschnitt beschränkt, der von der Baumaßnahme betroffen war.
Eine Gedenkstätte mit einer Dauerausstellung in der Kongresshalle wird derzeit (Ende 2023) geplant. Über deren Gestaltung will die Stadtverordnetenversammlung von Gießen noch im Dezember 2023 entscheiden.

## Bauwerk
Die Synagoge hatte einen rechteckigen Grundriss von 17 m × 12 m. Zur Altstadt hin hatte sie im Nordwesten eine repräsentative Fassade in neu-maurischem Stil.